# Mikulicze (rejon nieświeski)
Mikulicze (biał. Мікулічы, Mikuliczy; ros. Микуличи, Mikuliczi) – wieś na Białorusi, w obwodzie mińskim, w rejonie nieświeskim, w sielsowiecie Nieśwież.
Współcześnie w skład miejscowości wchodzi także dawna kolonia Dalne.

## Historia
W dwudziestoleciu międzywojennym leżały w Polsce, w województwie nowogródzkim, w powiecie nieświeskim, w gminie Łań. W 1921 kolonia Dalne liczyła 18 mieszkańców, zamieszkałych w 4 budynkach, wyłącznie Polaków. 16 mieszkańców było wyznania prawosławnego i 2 rzymskokatolickiego. Mikulicze nie są wymienione przez Skorowidz miejscowości Rzeczypospolitej Polskiej z 1923.
Po II wojnie światowej w granicach Związku Sowieckiego. Od 1991 w niepodległej Białorusi.